# Vuelo 904 de Kam Air
El vuelo 904 de Kam Air era un vuelo nacional afgano de pasajeros programado, que volaba desde el aeródromo de Herat en Herat hasta el aeropuerto Internacional de Kabul en la capital de Afganistán, Kabul. El 3 de febrero de 2005, la aeronave impactó un terreno montañoso, matando a los 96 pasajeros y 8 tripulantes a bordo.
El incidente tuvo lugar poco después de las 4:00 p. m. hora local (UTC +4:30) cuando el Kam Air Boeing 737-200 de 24 años y un mes operado por Phoenix Aviation desapareció. El avión se estaba acercando a Kabul. En el momento del incidente, se observó una fuerte tormenta de nieve en la zona.
El accidente es el desastre aéreo más mortífero en la historia de Afganistán.

## Accidente
El avión perdió la comunicación durante la peor tormenta de nieve invernal en 5 años. Se desconoce la causa de la pérdida de comunicación y el posterior accidente. El líder talibán , el mulá Dadullah, declaró que sus guerrilleros no habían derribado el avión y expresaron su tristeza por el accidente. El control del tráfico aéreo para la zona de Kabul estuvo a cargo de la Fuerza Internacional de Asistencia para la Seguridad (ISAF). Cerca de Kabul se encuentra la base aérea de Bagram , que ha estado bajo el control de las fuerzas militares estadounidenses. Habría sido posible que el vuelo 904 se desviara y aterrizara en la Base Aérea de Bagram en lugar del Aeropuerto Internacional de Kabul .
En el momento del accidente, no había un plan de agencia intragubernamental establecido en Afganistán para hacer frente a un accidente aéreo importante. Inicialmente, se propuso que el Ministerio de Transporte fuera responsable no solo de la investigación sino también de la identificación y recuperación de restos humanos y la recuperación de los restos. Cuando la lógica de este concepto se vino abajo por el pequeño tamaño de la MOT y su casi total falta de recursos, estas funciones se dividieron entre el Ministerio de Defensa y el Ministerio de Salud (restos humanos), el Ministerio del Interior (recuperación de escombros) y la MOT (la investigación real del accidente).

## Investigación y operación de rescate
Un pelotón del Ejército Nacional Afgano en una operación de rescate en febrero de 2005.
La ISAF y el Ejército Nacional Afgano (ANA) lanzaron una operación de rescate en condiciones climáticas atroces , y la cola del avión fue avistada desde dos helicópteros Apache holandeses alrededor de las 9:30 a. m. UTC .
La ISAF realizó numerosos intentos fallidos de rescate con helicópteros. Cuando esos intentos fracasaron, el Ministerio de Defensa afgano ordenó al Cuerpo Central de la ANA que reuniera un equipo para intentar rescatar a las víctimas que se presume estaban vivas. El Comando del Ejército Nacional Afgano respondió a pie, pero se vio obligado a irse debido a una tormenta de nieve. El cuarto día después del accidente, un equipo de rescate de la ISAF pudo llegar al lugar del accidente y confirmó que todos los pasajeros y la tripulación estaban muertos.
El lugar del accidente estaba a una altitud de 11.000 pies en la cima de la montaña Chaperi, a 20 millas al este de la capital afgana de Kabul.
La tripulación del helicóptero confirmó el lugar del siniestro con los sensores de la aeronave e informó de su hallazgo. El lugar del accidente fue en una cresta de alta montaña llamada Cheri Ghar a unos 3000 metros (o 10 000 pies). La cresta era un lugar abrumador; escarpado por un lado, empinado en el otro con profundos campos de nieve, y barrido por fuertes vientos o cubierto de niebla helada. La nieve ocultaba las pistas o caminos locales y las carreteras de acceso a las aldeas cercanas eran intransitables para los vehículos, a pesar de varios intentos de las patrullas de la ISAF y la ANA para encontrar un camino hacia la cumbre. El clima invernal no brindó otra oportunidad hasta el 7 de febrero, cuando una ventana de tiempo despejado permitió que un helicóptero Cougar español de la ISAF dejara a un equipo de 5 hombres de tropas de rescate de montaña eslovenas en la cima de la cresta. Avanzando a través de la nieve hasta la cintura y consciente de la posible amenaza de las minas, el equipo llegó al sitio. Aunque el equipo no encontró restos humanos, los escombros muy destrozados esparcidos a lo largo de la línea de la cresta y las condiciones extremas hicieron muy poco probable que alguien hubiera sobrevivido al accidente.
Se descubrió que los 105 pasajeros y la tripulación a bordo murieron y el avión quedó completamente destruido. El registrador de datos de vuelo se encontró después de una búsqueda extensa y extremadamente difícil y se entregó al análisis de la Junta Nacional de Seguridad del Transporte de EE. UU . La grabadora no contenía datos válidos del vuelo. La grabadora de voz de la cabina de pilotaje , que proporcionaría información crucial sobre las acciones de la tripulación de vuelo durante la aproximación, nunca fue localizada.
El lugar del accidente en sí era compacto horizontalmente, pero no verticalmente. El avión chocó contra una cresta en dirección este cerca de la cresta de la montaña a unos 50 pies de la cima. La trayectoria de vuelo final probablemente tenía una cierta cantidad de vector ascendente, porque el fuselaje delantero de la caja del ala fue propulsado, en fragmentos, sobre la cresta y cayó por el lado del acantilado hacia el valle de abajo. La documentación real de los restos durante cinco visitas al sitio fue difícil porque la mayoría de las partes estaban enterradas bajo varios pies de nieve y eran inaccesibles, fuera del cordón libre de minas e inaccesibles, o por el lado del acantilado y, por lo tanto, también inaccesibles para todos sin montaña. entrenamiento de escalada. La pieza más prominente y reconocible de los restos presentes fue el estabilizador vertical y una pequeña porción del fuselaje trasero. La mayor parte de los restos visibles se ubicaron entre dos estructuras de piedra apiladas y sin techo que eran puestos de observación utilizados por los combatientes muyahidines para monitorear los movimientos de tropas soviéticas en el valle de Kabul durante la década de 1980. Dentro de un círculo de 200 pies, después de una ardua remoción de nieve, los investigadores identificaron partes de ambos motores, ambas alas, el conjunto del tren de aterrizaje principal izquierdo, muchos componentes de la cocina de popa, el estabilizador horizontal, restos humanos y efectos personales, y mucho más. escombros. Algunos materiales, como un tobogán de escape y algunos componentes del motor derecho, se ubicaron fuera del área libre de minas terrestres. Estos elementos se documentaron con binoculares y funciones de zum de cámara digital. estructuras sin techo que eran puestos de observación utilizados por los combatientes de Mujahadeen para monitorear los movimientos de tropas soviéticas en el valle de Kabul durante la década de 1980. Dentro de un círculo de 200 pies, después de una ardua remoción de nieve, los investigadores identificaron partes de ambos motores, ambas alas, el conjunto del tren de aterrizaje principal izquierdo, muchos componentes de la cocina de popa, el estabilizador horizontal, restos humanos y efectos personales, y mucho más. escombros. Algunos materiales, como un tobogán de escape y algunos componentes del motor derecho, se ubicaron fuera del área libre de minas terrestres. Estos elementos se documentaron con binoculares y funciones de zum de cámara digital. estructuras sin techo que eran puestos de observación utilizados por los combatientes de Mujahadeen para monitorear los movimientos de tropas soviéticas en el valle de Kabul durante la década de 1980. Dentro de un círculo de 200 pies, después de una ardua remoción de nieve, los investigadores identificaron partes de ambos motores, ambas alas, el conjunto del tren de aterrizaje principal izquierdo, muchos componentes de la cocina de popa, el estabilizador horizontal, restos humanos y efectos personales, y mucho más. escombros. Algunos materiales, como un tobogán de escape y algunos componentes del motor derecho, se ubicaron fuera del área libre de minas terrestres. Estos elementos se documentaron con binoculares y funciones de zum de cámara digital. el estabilizador horizontal, restos humanos y efectos personales, y muchos escombros diversos. Algunos materiales, como un tobogán de escape y algunos componentes del motor derecho, se ubicaron fuera del área libre de minas terrestres. Estos elementos se documentaron con binoculares y funciones de zum de cámara digital. el estabilizador horizontal, restos humanos y efectos personales, y muchos escombros diversos. Algunos materiales, como un tobogán de escape y algunos componentes del motor derecho, se ubicaron fuera del área libre de minas terrestres. Estos elementos se documentaron con binoculares y funciones de zum de cámara digital.
El equipo de investigación enfrentó condiciones climáticas muy desafiantes, terrenos difíciles y posibles peligros de minas terrestres. La evidencia recuperada del sitio fue insuficiente para determinar una causa definitiva del accidente, pero la ubicación sugirió que la tripulación había descendido por debajo de la altitud mínima de descenso para la fase de la aproximación en la que se encontraban. Sin la grabadora de voz de la cabina, los sobrevivientes, testigos, o una grabación de datos de vuelo válida, la investigación se estancó. En 2006, la Operación de Aviación Civil del Ministerio de Transporte de Afganistán publicó su informe final en el que concluía que el avión chocó contra un terreno por debajo de la trayectoria de aproximación ideal, probablemente como resultado de un error del piloto .

## Víctimas
De las 104 personas a bordo, 96 eran pasajeros y ocho tripulantes. Al menos 25 eran extranjeros: 9 turcos , 6 estadounidenses , 4 rusos , 3 italianos , 1 holandés y 1 iraní , así como el primer oficial, que tenía doble ciudadanía en Canadá y Rusia. Según los informes, los rusos eran miembros de la tripulación, los turcos eran civiles que trabajaban para empresas con sede en Turquía y los italianos incluían a un arquitecto que trabajaba para las Naciones Unidas , Andrea Pollastri, así como a otro civil italiano y un capitán de la marina . Tres de los seis estadounidenses a bordo eran mujeres que trabajaban para elUna ONG con sede en Cambridge , Massachusetts Management Sciences for Health (MSH), y una de ellas era un ingeniero de recursos hídricos holandés, líder de equipo para un proyecto de desarrollo en las cuencas occidentales.